# Наоки Сакаи
Наоки Сакаи (на японски: 酒井 直樹) е японски футболист.

## Национален отбор
Записал е и 1 мача за националния отбор на Япония.
| Япония | Япония | Япония |
| Година | Мачове | Голове |
| ------ | ------ | ------ |
| 1996   | 1      | 0      |
| Общо   | 1      | 0      |